# Andreas Wimmer (Soziologe)
Andreas Wimmer (* 1962 in Schaffhausen) ist ein Schweizer Soziologe. Seit 2015 ist er Professor für Soziologie und politische Philosophie an der Columbia University in den Vereinigten Staaten. Zuvor hielt er Professuren an der Princeton University, der University of California, Los Angeles sowie der Universität Bonn. In seiner Forschung beschäftigt er sich schwerpunktmäßig mit Prozessen der Nationenbildung und ihrer Rolle für ethnische Ungleichheiten und Konflikte.

## Werdegang
Nach dem Besuch der Kantonsschule Schaffhausen studierte Wimmer Sozialanthropologie, Soziologie und Kommunikationswissenschaft an der Universität Zürich, an der er 1989 einen Masterabschluss erwarb. Anschließend erhielt er in Zürich eine Anstellung als Assistent, später als Oberassistent in Sozialanthropologie. 1992 wurde er an der Universität Zürich promoviert, zwei Jahre später schließlich habilitiert. 1995 erhielt Wimmer eine Stelle als Gründungsdirektor des Schweizerischen Forums für Migrationsstudien an der Universität Neuchâtel und war dort auch als Dozent für Migrationssoziologie tätig. Ab 1998 hielt er zudem ein Heisenberg-Stipendium der Deutschen Forschungsgemeinschaft.
1999 erhielt er an der Rheinischen Friedrich-Wilhelms-Universität Bonn eine Professur und wurde Gründungsdirektor der Abteilung für politischen und kulturellen Wandel am dortigen Zentrum für Entwicklungsforschung. 2003 ging Wimmer in die Vereinigten Staaten und folgte einem Ruf der University of California, Los Angeles auf eine Professur am dortigen Fachbereich für Soziologie. 2012 wurde er Hughes-Rogers Professor für Soziologie an der Princeton University. 2015 wechselte er an die Columbia University, an der er Lieber Professor für Soziologie und politische Philosophie wurde. Darüber hinaus führten ihn zahlreiche weitere Fellowships und Positionen als Gastwissenschaftler unter anderem an die Universität Oxford, die Harvard University, das Wissenschaftskolleg zu Berlin, die Sciences Po und die EHESS in Paris, das Europäische Hochschulinstitut Florenz oder die Universität Kyōto.
2016 verlieh ihm die McGill University eine Ehrendoktorwürde, ebenso die Universität Kopenhagen im Jahr 2024. Zudem ist er Mitglied der Sociological Research Association, des Council on Foreign Relations sowie der Europäischen Akademie für Soziologie.

## Forschung und Rezeption
In seiner Forschung befasst sich Wimmer im interdisziplinären Schnittbereich von Anthropologie, Soziologie und Politikwissenschaft hauptsächlich mit Prozessen der Nationen- und Staatenbildung im Spannungsfeld von Ungleichheiten zwischen verschiedenen ethnischen Gruppen. Methodisch arbeitet er dabei sowohl qualitativ als auch quantitativ. Als Autor oder Mit-Herausgeber war Wimmer bislang allein an 13 Büchern beteiligt, darüber hinaus veröffentlichte er zahlreiche Artikel in Fachzeitschriften. Mehrere seiner Bücher erschienen auch als Übersetzungen in anderen Sprachen. 
Laut Google Scholar wurden Wimmers Veröffentlichungen bisher insgesamt über 28.000 Mal in anderen wissenschaftlichen Arbeiten zitiert, mit einem h-Index von 48. Seine meistzitierte Publikation ist dabei der 2002 gemeinsam mit Nina Glick-Schiller in der Zeitschrift Global Networks veröffentlichte Artikel Methodological nationalism and beyond: nation-state building, migration and the social sciences, in dem die beiden die Tendenz bisheriger sozialwissenschaftlicher Forschung aufzeigen, den Nationalstaat als natürliche gesellschaftliche Organisationsform anzunehmen, und daraus Konsequenzen für die Migrationsforschung ableiten. Bisher berufen sich über 6.000 andere Arbeiten auf diesen Artikel.
Für seine 2018 erschienene Monographie Nation Building: Why Some Countries Come Together While Others Fall Apart wurde Wimmer 2019 mit dem Stein-Rokkan-Preis für vergleichende sozialwissenschaftliche Forschung ausgezeichnet, der gemeinsam vom Internationalen Wissenschaftsrat, dem European Consortium for Political Research sowie der Universität Bergen vergeben wird. In dem Buch untersucht er in einer langfristig-historischen, globalen Perspektive vom 18. bis zum 21. Jahrhundert die Bedingungen, die eine erfolgreiche Nationenbildung auch in ethnisch diversen Gesellschaften ermöglichen. Dabei zeichnet er Nationenbildung als einen langsamen und langfristigen Prozess, für dessen Erfolg eine einheitliche Sprache der verschiedenen Gruppen zur gemeinsamen Kommunikation, die Verbreitung von zivilgesellschaftlichen Organisationen sowie die Fähigkeit des Staates, allen Bevölkerungsteilen öffentliche Güter zur Verfügung zu stellen, entscheidende Rollen spielen. Anhand von Umfragedaten beschreibt er darin zudem die Bedeutung der politischen Machtverteilung zwischen den Gruppen und ihrer politischer Repräsentation für die Herausbildung eines Nationalgefühls.

## Werke (Auswahl)
Als Autor:
- Nationalist Exclusion and Ethnic Conflicts: Shadows of Modernity. Cambridge University Press, Cambridge 2002.
- Kultur als Prozess: Zur Dynamik des Aushandelns von Bedeutungen. VS Verlag für Sozialwissenschaften, Wiesbaden 2005.
- Waves of War: Nationalism, State Formation, and Ethnic Exclusion in the Modern World. Cambridge University Press, Cambridge 2013.
- Ethnic Boundary Making: Institutions, Power, Networks. Oxford University Press, Oxford 2013.
- Nation Building: Why Some Countries Come Together While Others Fall Apart. Princeton University Press, Princeton 2018.

Als Mit-Herausgeber:
- Mit Hanspeter Kriesi, Klaus Armingeon, Hannes Siegrist: Nation and National Identity: The European Experience in Perspective. Rüegger, Chur 1999.
- Mit Richard Goldstone, Donald Horowitz, Ulrike Joras, Conrad Schetter: Facing Ethnic Conflicts: Towards a New Realism. Rowman and Littlefield, Boulder 2004.